# Koulérou
Koulérou est une commune rurale située dans le département de Barani de la province de Kossi dans la région de la Boucle du Mouhoun au Burkina Faso.

## Santé et éducation
La commune accueille un dispensaire isolé.